# Cimetière national de Chattanooga

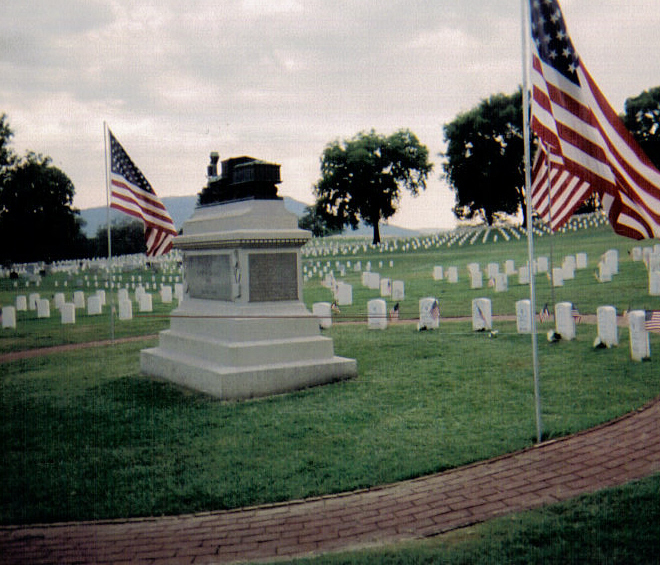
Monument et tombes des récipiendaires de la médaille d'honneur du raid d'Andrew de la guerre de Sécession.

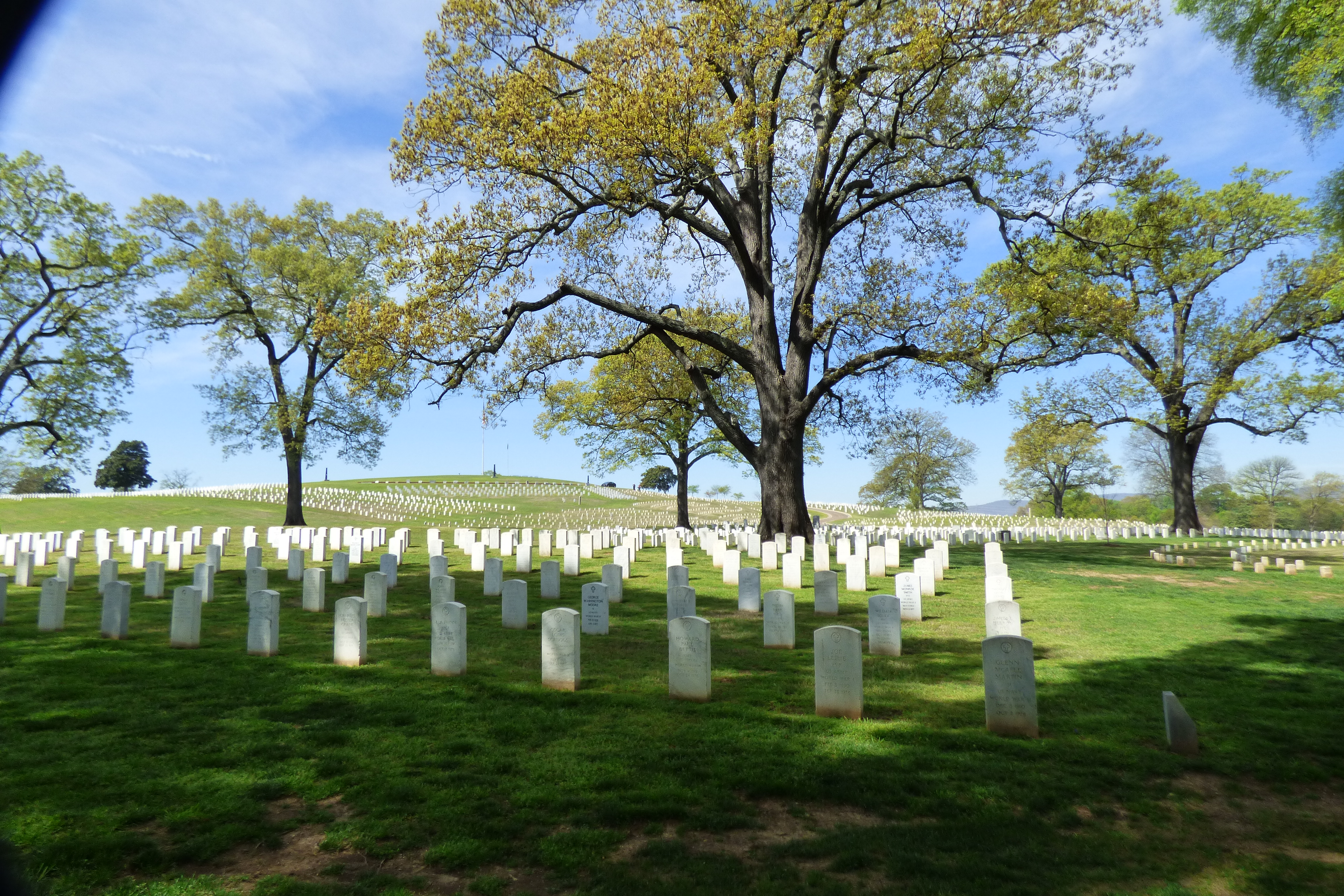
Tombes s'étendant vers le haut de la colline dans le centre.

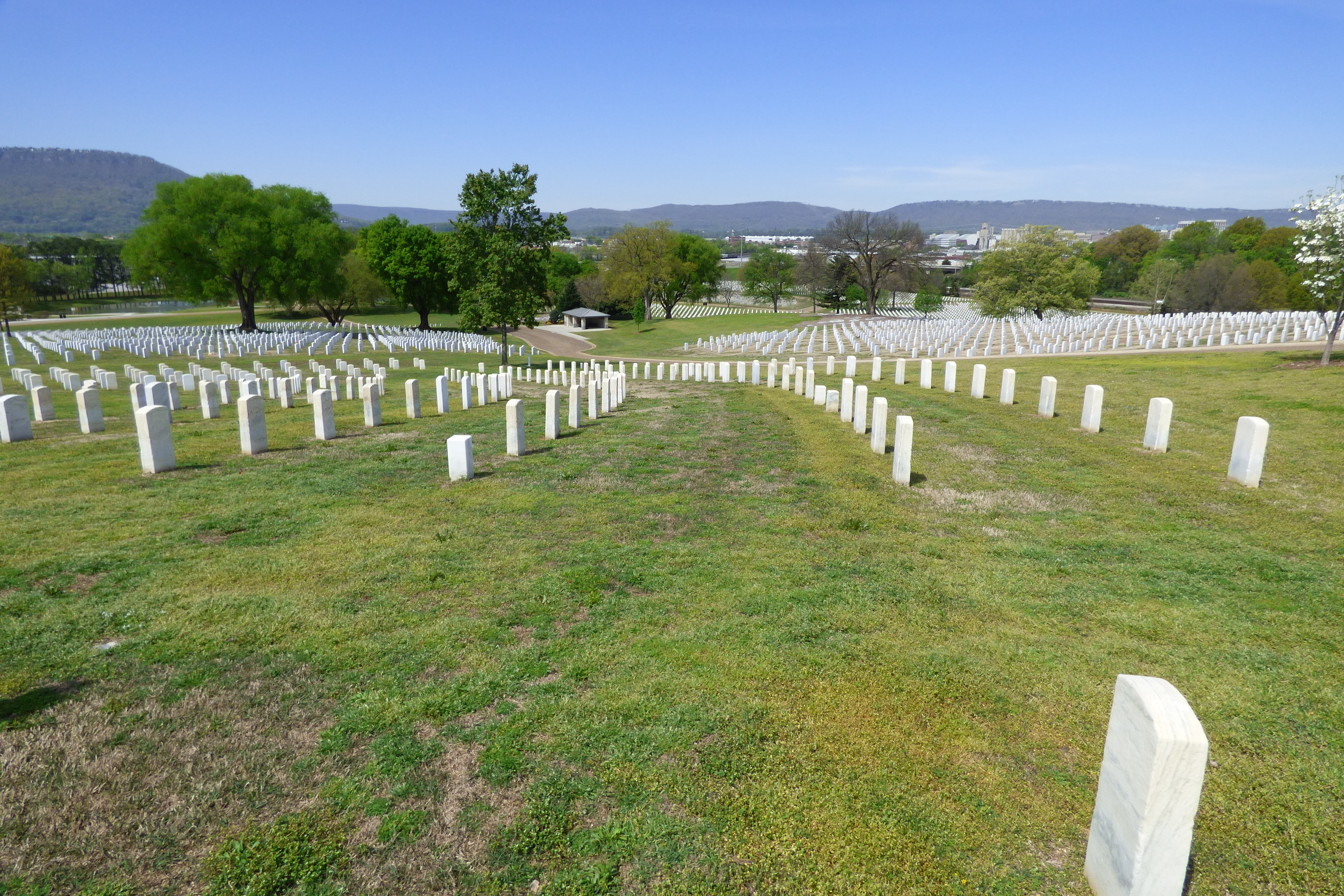
Vue sur le cimetière de Lookout Mountain, le site de l'une des batailles en 1862.

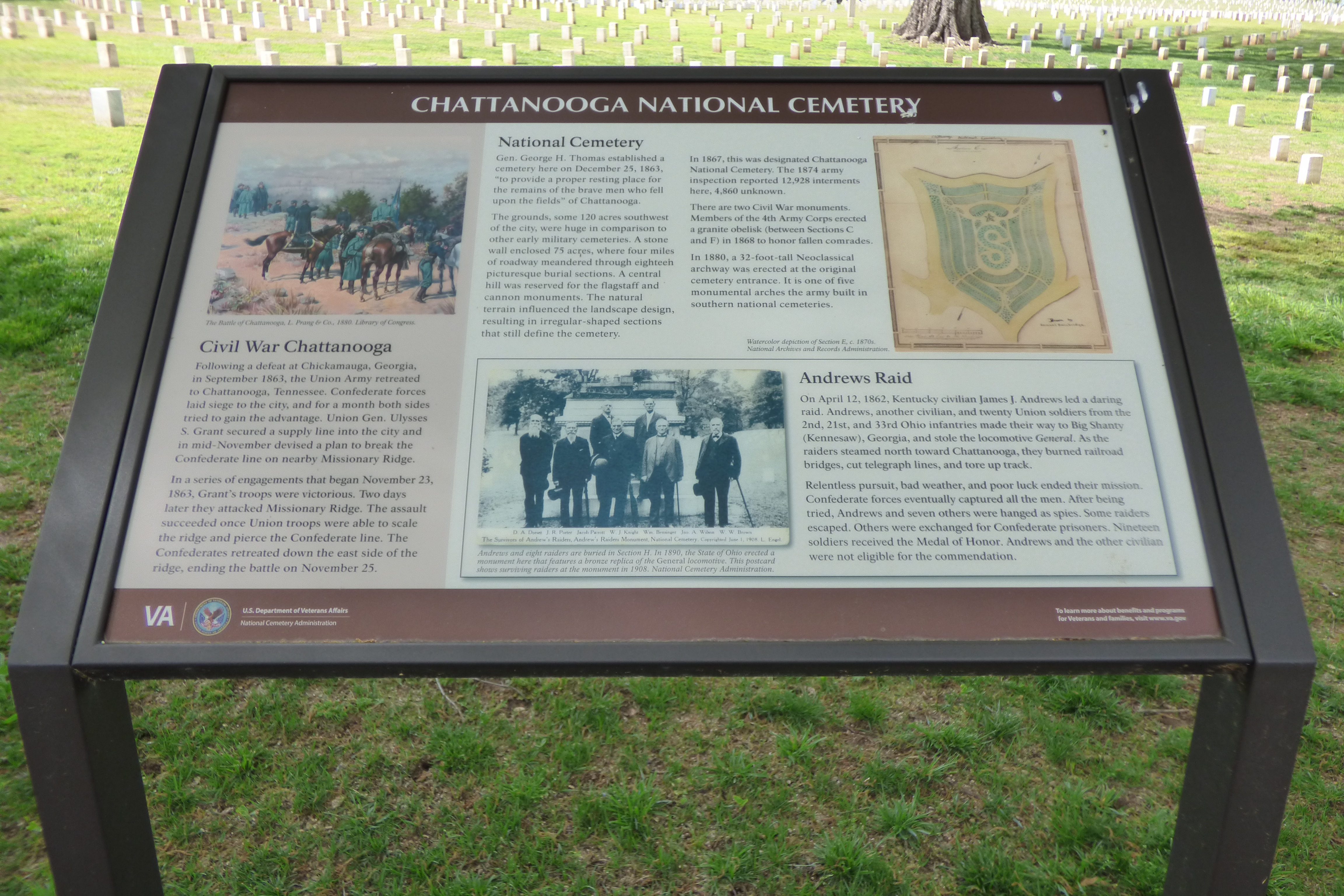
Plaque à propos du cimetière national de Chattanooga.

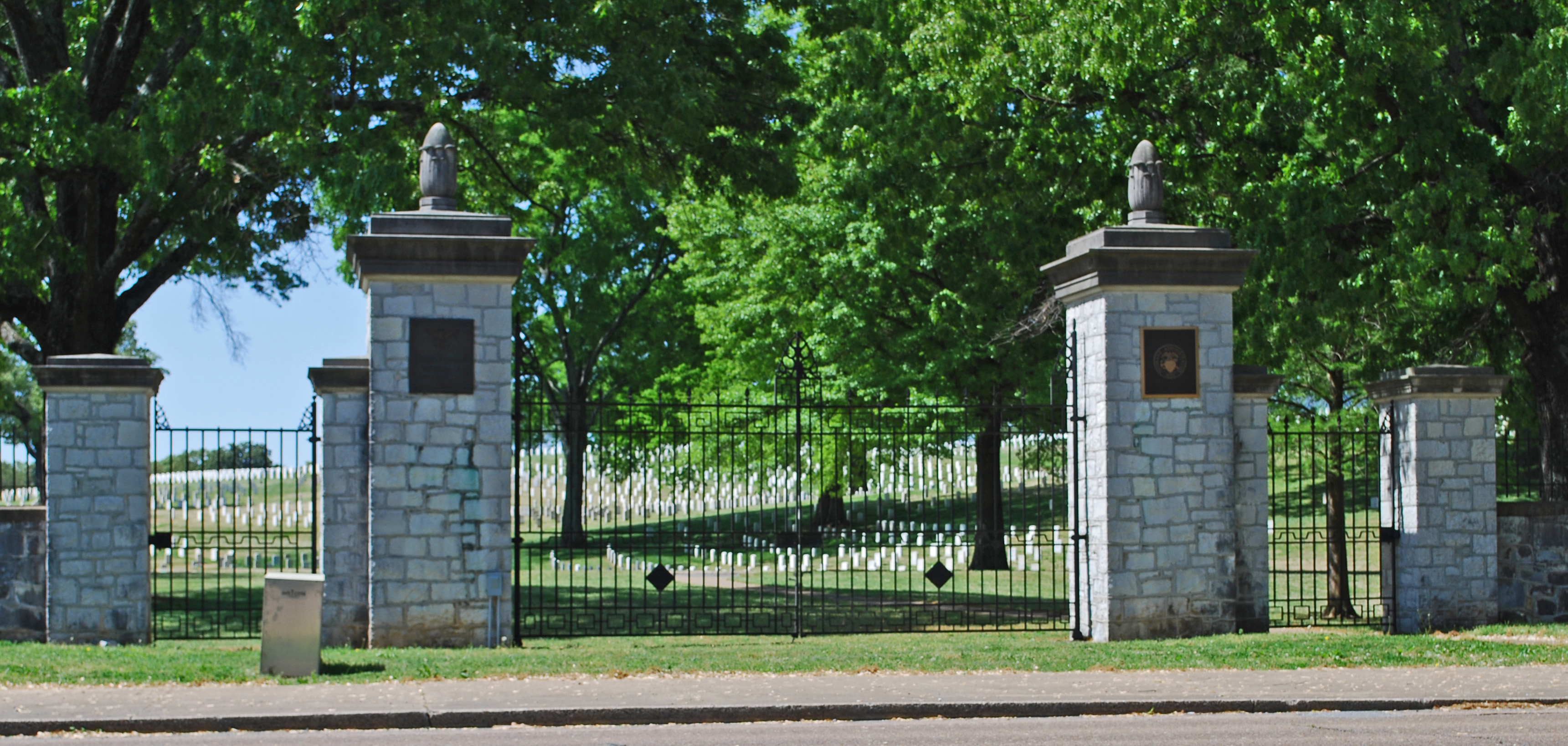
Porte sur Bailey Ave

Le cimetière national de Chattanooga est un cimetière national des États-Unis situé près du centre de la ville de Chattanooga, dans le comté de Hamilton, au Tennessee. Administré par le département  des États-Unis des affaires des anciens combattants, il s'étend sur 120,9 acres (48,9 ha), et à partir de 2014, comptait plus de 50 000 inhumations.

## L'histoire
Le cimetière est créé en 1863, sur l'ordre du major général George Henry Thomas après les batailles de Chattanooga de la guerre de Sécession, comme lieu de l'inhumation des soldats uninistes tombés au combat. 75 acres (30,4 ha) de terrain sont initialement préemptés à deux propriétaires fonciers locaux, mais plus tard achetés. Il devient le cimetière national de Chattanooga en 1867. En 1870, plus de 12 000 inhumations ont été faites, dont la plupart sont inconnues. Les sépultures à proximité de nombreux champs de bataille sont également ré-inhumées à Chattanooga, dont près de 1 500 sépultures de la bataille de Chickamauga.
Au cours de la première guerre mondiale, plusieurs prisonniers de guerre allemands décédés en captivité sont enterrés dans le cimetière national de Chattanooga. Après la guerre, le gouvernement allemand a payé pour avoir d'autres prisonniers de guerre exhumés du cimetière national de Hot Springs et déplacés vers Chattanooga.
Le cimetière national de Chattanooga est inscrit sur le Registre national des lieux historiques en 1996.
À l'origine, le site est prévu de fermer pour de nouvelles sépultures en 2015. Toutefois, en raison d'un récent projet d'extension qui va ajouter une capacité de plus de 5 000 inhumations, le cimetière est maintenant prévu pour être disponible pour des sépultures jusqu'en 2045.

## Monuments notables
- Une arche commémorative de 40' de hauteur, construite en 1868.
- Mémorial des raiders d'Andrews, érigé en 1890[1]. Il comprend une réplique en bronze de la locomotive connue comme The General, volée par les partisans de l'Union  de James J. Andrews et ses hommes durant son raid.
- Monument des prisonniers de guerre allemands de la Première Guerre mondiale, érigé par le gouvernement allemand en 1935.

## Inhumations notables
- Andrews Raiders
  - Récipiendaire de la médaille d'honneur
    - Soldat Samuel Robertson[2]
    - Sergent-Major Marion A. Ross[3]
    - Sergent John M. Scott[4]
    - Soldat Samuel Slavens[5]

  - Autres Raiders
    - James J. Andrews, leader du raid (civil)
    - William H. Campbell, membre civil
    - Soldat Philip G. Shadrack[6]
    - Soldat George D. Wilson[7]
- Récipiendaires de la médaille d'honneur
  - Maître sergent Ray E. Duc, pour l'action lors de la guerre de Corée. Aussi, récipiendaire de la  version de la médaille d'honneur de la république de Corée (la médaille du mérite Taegug)
  - Caporal Desmond Doss, pour l'action lors de la seconde guerre mondiale, le premier objecteur de conscience récipiendaire de la médaille d'honneur.
  - Soldat William F. Zion, USMC, pour l'action lors de la révolte des Boxers
- Autres personnalités
  - Cal Ermer, joueur de la ligue majeure de baseball, et vétéran de corps des Marines.
  - William P. Sanders, officier de l'Union de la guerre de Sécession.
  - Timothy R. Stanley, brigadier général pendant la guerre de Sécession.
  - Sammy Strang, joueur de la ligue majeure de baseball et entraîeneur de l'académie militaire de West Point.
- Autres inhumations remarquables
  - 186 prisonniers de guerre étrangers de la première guerre mondiale et de la seconde guerre mondiale.
  - Un soldat Canadien de la première guerre mondiale[8]